# 愛宕祭 (丹波市)
愛宕祭（あたごまつり）は、兵庫県丹波市氷上町成松区で江戸時代中期から行われている祭り。

## 概要
神社仏閣が立ち並ぶ丹波市氷上町成松区内で毎年8月23日、24日に開催され、江戸時代中期から続く愛宕神社を中心とする伝統的行事。現在では、「ふるさと丹波ひかみの夏まつり」との別名でも呼ばれ、例年、伝統の「造り物」と呼ばれる庶民手作りの芸術品が奉納され町の各所に展示されたり、陸上自衛隊音楽隊による演奏などの催し物のほか、丹波地方最大といわれ、大正時代から続く4000発スターマインを含めた打ち上げ花火などが催され、例年約4万人の人出がある。

### 造り物
愛宕祭りで町内会ごとに趣向を凝らして作られる伝統的工芸品で、愛宕祭の重要な神事の一つである。主に、金属や陶器、祝儀物、その他の日用品を素材として、その時々の世相を反映した作品が町内の数十か所に展示される。

## 起源
江戸時代中期に、五穀豊穣と鎮火を祈願し京都の愛宕神社を分社したことに由来する。

## 開催期間
- 8月下旬[1][2]

## 開催場所
兵庫県丹波市氷上町成松区内。